# Jühnde

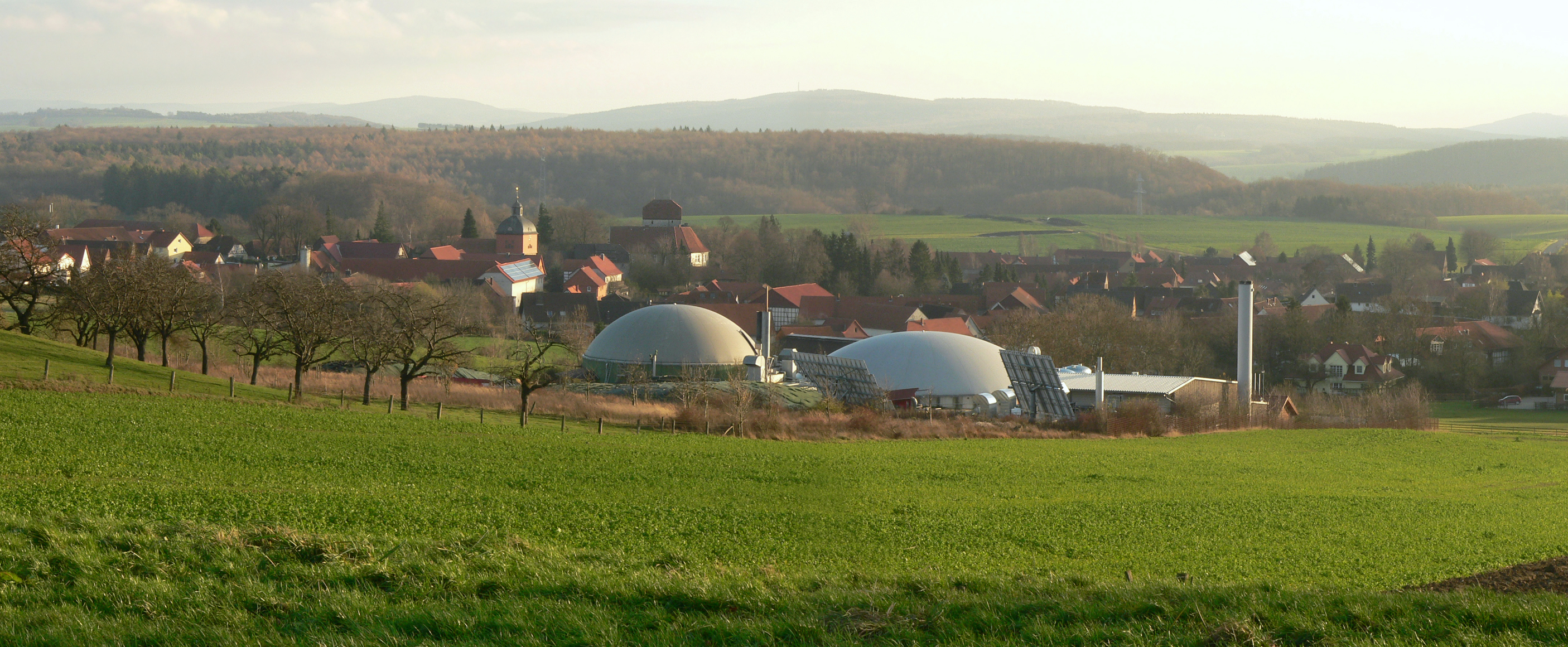
Blick auf Jühnde, im Vordergrund die genossenschaftliche Biogasanlage

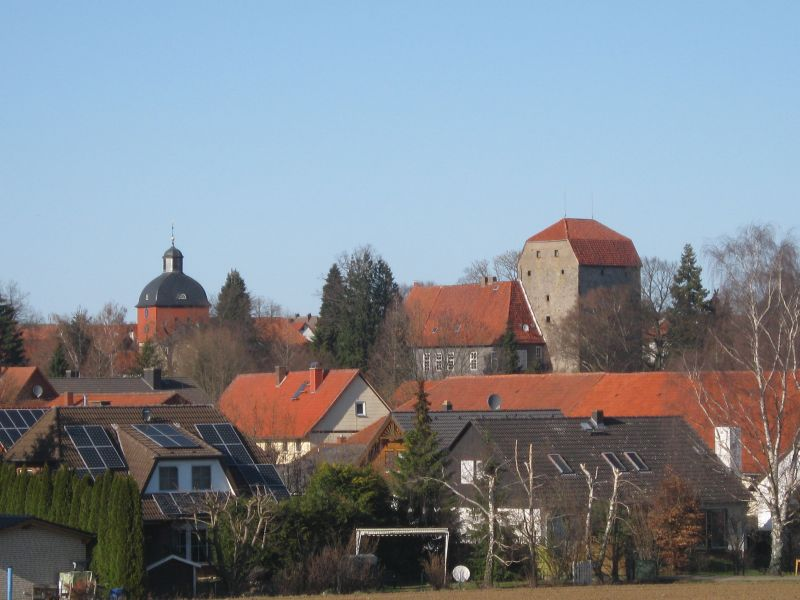
Jühnde mit der St.-Martini-Kirche links und dem Schloss Jühnde rechts

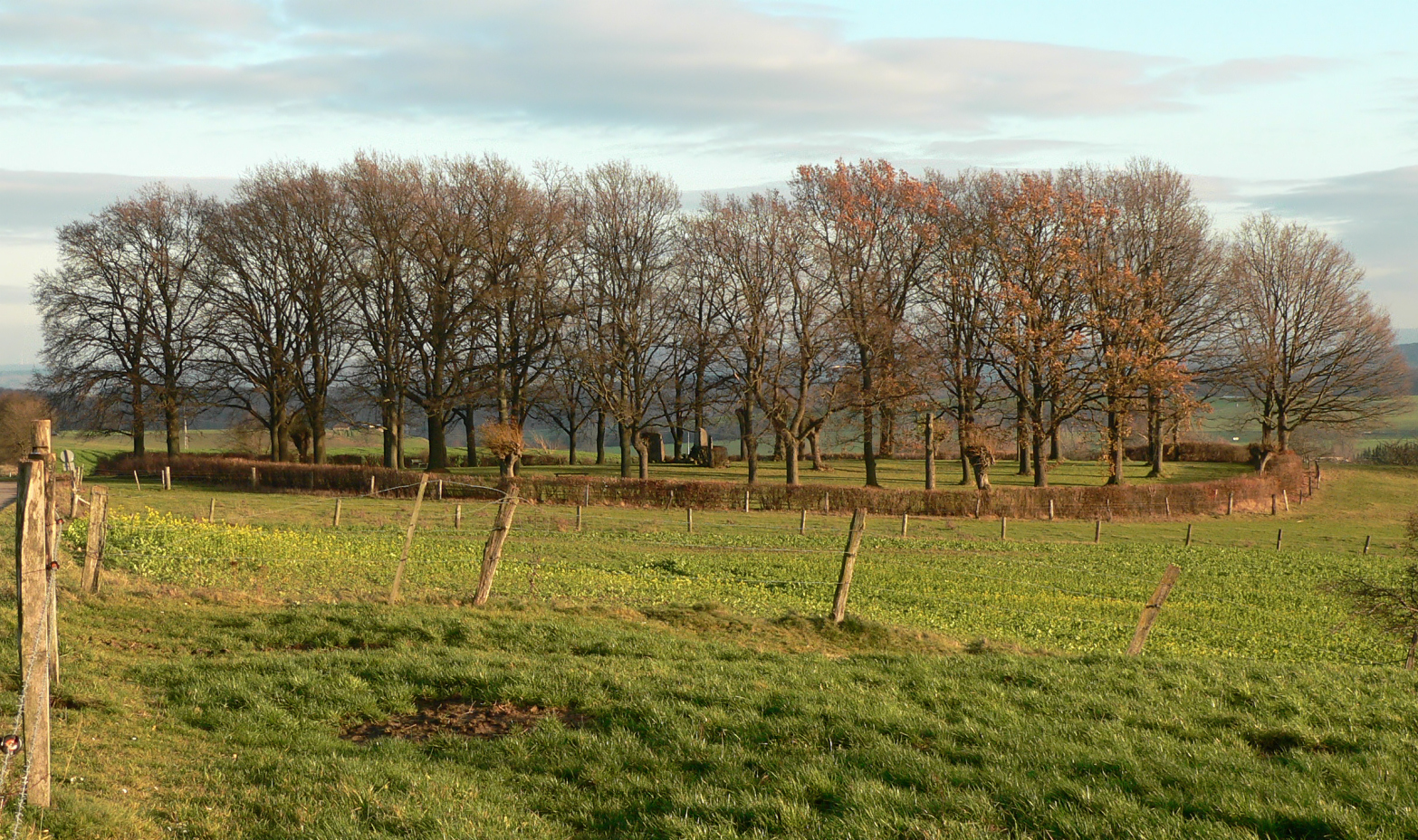
Ehrenhain oberhalb von Jühnde

Jühnde ist eine Gemeinde in Südniedersachsen im Landkreis Göttingen. Zu ihr gehören die Orte Jühnde und Barlissen. Sie ist eine Mitgliedsgemeinde der Samtgemeinde Dransfeld.
Jühnde liegt etwa 13 km südwestlich von Göttingen und 13 km nordöstlich von Hann. Münden, am Fuße des Hohen Hagens. Der Ort hat knapp 1000 Einwohner.

## Geschichte
Jühnde wurde im Jahre 960 von Otto I. erstmals urkundlich erwähnt. Zu dieser Zeit bestand eine Burganlage, die an der Heerstraße von Münden nach Göttingen lag. 1484 eroberten die Göttinger die Raubritterburg, die ihnen ein Dorn im Auge war, weil von dort aus Händler überfallen wurden. Im  Dreißigjährigen Krieg brannte die Burg ab. Jühnde befand sich einst in der Lehnsschaft derer zu Everstein, die, nachdem der Ort bis zum Ende des 14. Jahrhunderts im Besitz der Herren von Berlepsch war, es am 1. Mai 1398 an die Brüder Hans und Albrecht von Boventen als Lehen übertrugen. Es umfasste neben dem Dorf zusätzlich das Schloss Jühnde, das Patronatsrecht sowie Güter unter anderem in Mengershausen, Lemshausen und Bördel. Von Otto dem Siegreichen erhielt 1466 Hans von Boventen wiederum Jühnde mitsamt allen Zubehör als Lehen. Im Jahr 1477 verpfändete er das Dorf, Schloss und Barlissen an Dietrich von Uslar und seinen Sohn Hans von Boventen.
Aus Jühnde stammt das inzwischen erloschene Geschlecht derer zu Jüne. Sie bekleideten ab 1245 Ratsherrenstellen in Göttingen, in Münden wird 1311 ein Bergmann Wedekind von Jüne genannt, sowie 1323 mit Conradus de Jün ein Ratsherr aus der Dynastie geführt.
1664 übernahm Otto Freiherr Grote das Gut und baute die Burg wieder auf. Er war ein bedeutender Mann und hatte Leibniz und die Kurwürde nach Hannover geholt. Ein weiterer Minister war Otto Ulrich Freiherr Grote. 1802 nahm er in Hannover seinen Abschied, zog nach Jühnde und legte dort bis 1805 den Park im frühromantischen Stil an. Der heutige Besitzer des Gutes heißt ebenfalls Otto Ulrich. Er übernahm den Besitz von seinem Vater Rüdiger, der den Betrieb fast 40 Jahre lang geführt hatte.

## Eingemeindungen
Am 1. Januar 1973 wurde die Nachbargemeinde Barlissen eingegliedert.

## Politik
Der Gemeinderat der Gemeinde Jühnde besteht aus neun Ratsmitgliedern, die seit der Kommunalwahl 2016 ausschließlich aus Kandidaten der Gemeinsamen Bürgerliste Jühnde Barlissen (GBJB) bestehen. Bei den Wahlen im Jahr 2021 wurde die Bürgerliste bestätigt und der Gemeinderat von elf auf neun Mitglieder reduziert. Bürgermeisterin ist Anna-Mareike Spielmann, sie löste im November 2016 Dietmar Bode in diesem Amt ab.

## Wappen und Flagge

Wappen der Gemeinde
Hissflagge der Gemeinde
Banner der Gemeinde
Wappen des Ortsteils Barlissen

Blasonierung: „In Grün über silberner (weißer) Zinnenmauer einen gold-(gelb-)bedeckten im oberen Teil aus Fachwerk bestehenden silbernen (weißen) Torturm, beseitet von zwei begrannten goldenen (gelben) Ähren; im schwarzen rundbogenen Torraum ein goldenes (gelbes) Fallgatter; am Turm über dem Tor ein schräg rechtsgestellter roter Dreiecksschild mit goldener (gelber) Wolfsangel (Wolfsanker).“
Das Wappen zeigt den Turm von Schloss Jühnde, eine ehemalige Burg aus den 13. Jahrhundert und Wahrzeichen der Gemeinde. Das kleine Wappen ist das Wappen der Familie von June, ehemalige Burgherren, die 1463 ausstarb. Die Farbe Grün und die Ähren stehen für die Landwirtschaft.
Beschreibung der Flagge: „Die Flagge ist grün-weiß quergestreift mit aufgelegtem Wappen in der Mitte.“
Beschreibung des Banners: „Das Banner ist grün-weiß längsgestreift mit aufgelegtem Wappen oberhalb der Mitte.“

## Sehenswürdigkeiten
Das Dorf Jühnde wird überwiegend von der Anlage des Jühnder Schlosses geprägt. Daneben existieren einige Fachwerkgebäude aus dem 17. bis 19. Jahrhundert, die das Ortsbild prägen. Im Rahmen der Dorferneuerung wurden 1992–1997 alle Gebäude erfasst, woraus ein 2006 überarbeiteter, illustrierter Faltplan hervorging, der als Fachwerklehrpfad konzipiert insgesamt 70 Bauobjekte porträtiert.
Nördlich oberhalb des Dorfes wurde 1920 ein Ehrenhain als Gedenkstätte für die Gefallenen des Ersten Weltkriegs angelegt. Der Hain ist mit Eichen bewachsen und von einer Hecke umgeben. Die exponierte Lage oberhalb des Ortes in der freien Feldmark unmittelbar an der Landstraße 559 macht den Ehrenhain zu einem landschaftsprägenden Element. Die Gedenkstätte wurde später um zwei Gedenksteine für die Gefallenen des Zweiten Weltkriegs ergänzt.

### Baudenkmäler
In der Liste der Baudenkmale in Jühnde sind für Jühnde 19 Baudenkmale aufgeführt.

## Bioenergiedorf
Jühnde ist das erste Bioenergiedorf in Deutschland. Ermöglicht wurde dies durch ein Projekt des Interdisziplinären Zentrums für Nachhaltige Entwicklung der Universität Göttingen.
Die Gemeinde Jühnde hat das Ziel, ihren kompletten Energiebedarf durch regenerative Energieträger zu decken, was nach einer mehrjährigen Vorbereitungszeit und unter umfassender Mitwirkung der Dorfbewohner im Winter 2005 gelang. Der größte Teil der Energie wird aus Biomasse von den umliegenden Äckern sowie aus Gülle gewonnen. Täglich werden der Anlage etwa 32 Tonnen Silage und 29 m³ Gülle hinzugeführt. Das entstehende Biogas wird einem Blockheizkraftwerk zugeführt. Der erzeugte Strom wird in das örtliche Stromnetz eingespeist, während die entstehende Abwärme den Haushalten über ein unterirdisches Nahwärmenetz zugeführt wird. Im Winter reicht diese Abwärme (700 kW) nicht immer für die Versorgung der angeschlossenen Haushalte aus. Deswegen gibt es ein zusätzliches Holzschnitzel-Heizwerk (600 kW), das mit Holz aus der Umgebung betrieben wird und das Wasser des Nahwärmesystems zusätzlich erwärmt. Notfalls kommt ein 350-kW-Ölbrenner zum Einsatz.
Jühnde produziert mit etwa 4 Mio. kWh pro Jahr doppelt so viel Ökostrom, wie es selbst verbraucht. Der Strom wird für 17 Cent pro Kilowattstunde ins Netz eingespeist. Dadurch nimmt die Anlage jährlich über 600.000 Euro ein. Ein durchschnittlicher Haushalt in Jühnde spart ca. 750 Euro pro Jahr.
Die dorfeigene Biogasanlage ist einschließlich des Holzschnitzel-Heizkraftwerks genossenschaftlich organisiert.
Jühnde ist in Deutschland der erste Ort, der seinen Energiebedarf vollständig aus regenerativen Energien abdeckt. Dadurch wurde der Ort als Bioenergiedorf weltweit bekannt. Besucher aus den USA, Japan und anderen Ländern kamen zu Besichtigungen.

## Verkehr
Die Schnellfahrstrecke Hannover–Würzburg verläuft, mit dem Betriebsbahnhof Jühnde und dem Mackenrodttunnel, südöstlich des Kernortes durch das Gemeindegebiet.

## Persönlichkeiten
Otto Heinrich von Bonn, Oberlandbaumeister und einer der führenden Baubeamten des Kurfürstentums Hannover, wurde 1703 in Jühnde geboren und verstarb 1785 in Oldenstadt.
Der Schriftsteller und Publizist Heinrich Sohnrey wurde 1859 als unehelicher Sohn von Oskar Freiherr Grote und Luise Sohnrey in Jühnde geboren und wuchs dort auf. Das Grab des 1948 in Neuhaus im Solling verstorbenen Heimatdichters befindet sich auf dem Friedhof der Jühnder Dorfkirche. 1949 wurde in Jühnde die Heinrich-Sohnrey-Gesellschaft gegründet, die im Turm des Jühnder Schlosses ein Archiv und eine Gedenkstätte für Sohnrey eingerichtet hat. Mehrere Schulen und zahlreiche Straßen tragen den Namen des „populären ‚Solling-Dichters‘ und Sozialreformers“, der indes 2011 in die Kritik geriet, nachdem eine neue Studie zum Ergebnis kam, dass Sohnrey ein überzeugter Anhänger des Nationalsozialismus und zudem unverhohlen für die Vernichtung „minderwertiger Rassen“ eingetreten war.
Der Jurist und Politiker (NSDAP) Hermann Muhs wurde am 16. Mai 1894 in Barlissen/Jühnde geboren. Er starb am 13. April 1962 in Göttingen.

## TV-Produktion
Ab dem 2. Juli 2007 kam wöchentlich auf Kabel1 die Doku-Soap Männer allein daheim, die in Jühnde gedreht wurde. Weiterhin gibt es eine 30-minütige Dokumentation über die Biogasanlage aus dem Jahr 2007 mit dem Titel: Wenn Mist zu Strom wird; Ein Dorf heizt ein.